# جرم منفصل

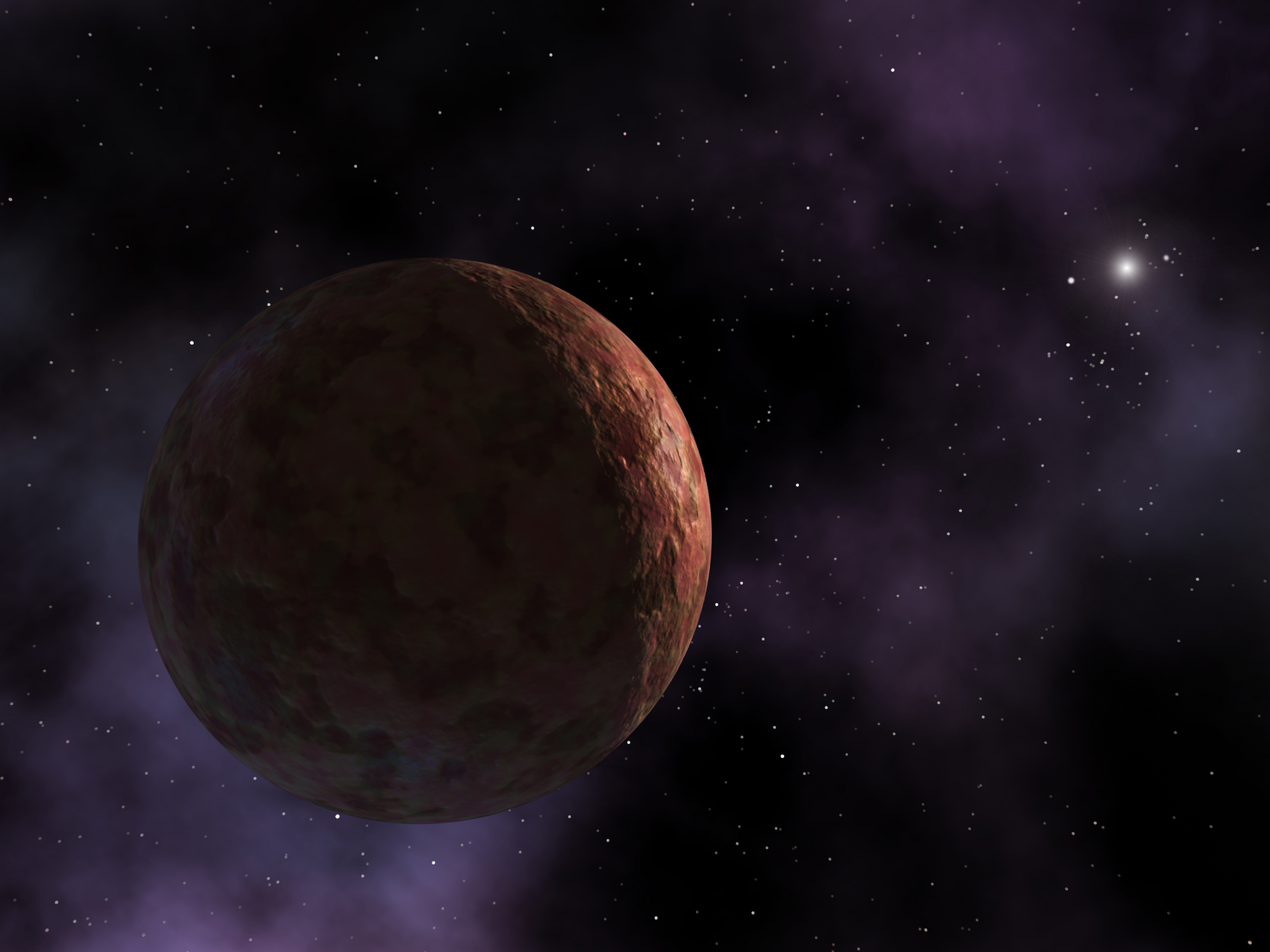

الجرم المنفصل هو صف أو مجموعة ديناميكية من الاجسام خارج المجموعة الشمسية أبعد من مدار كوكب نبتون .